# Comarca de Curitiba e Paranaguá
A Comarca de Curitiba e Paranaguá ou 5ª Comarca de São Paulo foi umas das divisões territoriais da Província de São Paulo, baseada nos limites do atual estado do Paraná e em parte correspondente das antigas mesorregiões do Oeste Catarinense, Norte Catarinense e Litoral Sul Paulista.

## História
Antes da comarca existir, grande parte de sua extensão territorial era baseada no antigo território paraguaio do Guayrá, que foi desbravado pelas bandeiras do paulista Manuel Preto e do português Raposo Tavares, destruindo as missões dos padres da Companhia de Jesus, resultando em sua conquista em 1628. Parte de seu território posteriormente foi incorporado à Capitania de Santana, cuja foi sucedida pela Capitania de Nossa Senhora do Rosário de Paranaguá, criada pelo governo do Rio de Janeiro em 1656, como benefício a Álvaro Pires de Castro e Sousa, herdeiro de Pero Lopes de Sousa. A Capitania de Nossa Senhora do Rosário de Paranaguá existiu até 1710, quando foi anexada à São Paulo e Minas de Ouro, capitania recém criada após a derrota dos bandeirantes na Guerra dos Emboabas. 
Em 26 de abril de 1723, cria-se a Ouvidoria da Vila de Paranaguá, desmembrada da Ouvidoria de São Paulo. A instalação se deu em 7 de dezembro de 1725, com o português Antonio Alves Lanhas Peixoto tomando posse como primeiro ouvidor-geral. Para substituir a ouvidoria, o governo da Capitania de São Paulo, em 19 de fevereiro de 1811, cria a Comarca de Paranaguá, abrangendo as vilas de Antonina, Cananeia, Castro, Curitiba, Guaratuba, Iguape, Lages, Paranaguá e Nova do Príncipe.
Após a criação da comarca, Pedro Joaquim Correia de Sá enviou ao príncipe Dom João, recém chegado ao Brasil, uma carta explicando as vantagens que adviriam com a criação de uma nova capitania, com sede em Paranaguá. Depois de várias tentativas, mesmo com o apoio da Câmara de Paranaguá, Correia de Sá, fracassou em seu objetivo.
Em 1812, a sede da comarca é transferida para Curitiba, passando a empregar a denominação de "Corityba e Paranaguá," o que, na realidade, foi uma estratégia para evitar o descontentamento dos moradores do litoral.
Em 15 de julho de 1821, o capitão Floriano Bento Vianna, comandante da Guarda do Regimento de Milícias, conclamou a separação da comarca, não obtendo sucesso definitivo. Após o episódio em 1821, as câmaras municipais de várias vilas da comarca reclamaram autonomia, em oportunidades diversas, recebendo sempre negativas do governo do país. Neste evento, imortalizado na  história como Conjura Separatista, destacaram-se duas personalidades: o tropeiro Francisco de Paula e Silva Gomes, muito bem relacionado na Corte, e o coronel da Guarda Nacional Manuel Francisco Correia Júnior. Ambos articularam uma campanha na imprensa carioca e paulista para difundir os ideais emancipacionistas.

## Processo de separação

### Primeira discussão
O desencadeamento da Revolução Farroupilha no Rio Grande do Sul, em 1835, contra o governo brasileiro, influenciou no surgimento de movimentos semelhantes em São Paulo, e seu presidente, José da Costa Carvalho, natural da Bahia, em uma tentativa de fazer com que os habitantes da comarca curitibana se aliassem às forças do Império do Brasil, na intenção de contê-los para que não tomassem parte na rebelião paulista, prometeu lutar pela divisão territorial de São Paulo. O Duque de Caxias, que nomeado pela corte brasileira, chega a São Paulo, 22 de maio de 1842, com o objetivo de pacificar a província, posteriormente, o acordo foi cumprido em julho de 1842, e José da Costa solicitou ao governo brasileiro, sem sucesso de imediato, que a Comarca de Curitiba e Paranaguá fosse elevada à condição de província.   
Em 12 de abril de 1843, o deputado por São Paulo, Joaquim José Pacheco, também natural da Bahia, requere uma solicitação ao governo:
O projeto de lei de Joaquim José Pacheco propondo a divisão territorial de São Paulo entra em discussão em 29 de maio de 1843. O deputado por São Paulo, Carlos Carneiro Campos, baiano, na mesma sessão em que é lido o ofício do ministro do Império, apresenta dois projetos à Câmara, sendo o primeiro relativo à criação da nova província, e o segundo a respeito de uma melhor divisão entre as províncias paulista e mineira, requerendo a anexação do Sul de Minas Gerais ao novo território paulista.
Durante os debates, destacaram-se deputados por São Paulo e por Minas Gerais. Segundo os deputados paulistas, o desmembramento da Província de São Paulo seria uma punição por sua participação nas Revoltas liberais. O primeiro deputado paulista a se pronunciar foi José Manoel de Fonseca:
Em 31 de maio de 1843, o magistrado e deputado por São Paulo, Joaquim Otávio Nebias, pronuncia-se contrário à divisão, desmascarando as intenções do governo:
A discussão estendeu-se até agosto de 1943. O governo brasileiro reconheceu a dificuldade de passar o projeto pela câmara, sendo adiado.

### Segunda discussão
Em 25 de fevereiro de 1847, a Câmara Municipal de Curitiba solicita a elevação da comarca à categoria de província. Em 4 de abril de 1847, representantes da Vila Nova do Príncipe, seguindo o exemplo de Curitiba, posicionam-se favoráveis à elevação da comarca à província. Em 9 de julho de 1851, é lido uma abaixo-assinado de habitantes de Antonina, solicitando que se eleve à província a comarca de Coritiba. Em 14 de agosto, o deputado pelo Rio de Janeiro, Antônio Barreto Pedroso, mineiro, envia uma representação de habitantes de Morretes favoráveis ao projeto.
Em 10 de agosto de 1853, entra em discussão a proposição Nº 206 de 1850, vinda do Senado, propondo elevar a comarca à categoria de província, com a denominação de Paraná. Convencidos de que a matéria estava vencida, alguns deputados de São Paulo tentaram adiar o projeto, por outro, outros propuseram um acordo, de que São Paulo seria compensado com a anexação do Sul de Minas Gerais à província. O primeiro deputado a se pronunciar sobre a compensação foi o paulista Antônio Gonçalves Barbosa da Cunha, assim se pronunciando:
Em seguida, Joaquim Otávio Nebias há dito:

Por último, o deputado por São Paulo, Fernando Pacheco Jordão, demonstra ressentimento para com a deputação mineira:

### Terceira discussão e criação do Paraná
O projeto passou à terceira discussão, iniciada em 17 de agosto de 1853, e desta vez foi bastante rápida. No dia 29 de agosto, o capitão das milícias e o resultado de intensas articulações parlamentares com forte campanha dirigida por Paulo Gomes e Correia Júnior e ainda o decidido e decisivo apoio de baianos e mineiros interessados em reduzir a força de São Paulo, o imperador Pedro II sancionou a lei número 704, formalizando a criação da Província do Paraná, com aprovação em 31 de agosto. O governo foi instalada em 19 de dezembro e seu primeiro presidente foi o baiano Zacarias de Góes e Vasconcelos, antigo presidente das províncias do Piauí e Sergipe.